# HD81009
HD81009 — подвійна зоря. 
Ця подвійна система має видиму зоряну величину в смузі V приблизно 7,0.
Вона розташована на відстані близько 453,0 світлових років від Сонця.

## Подвійна зоря
Головна зоря цієї системи належить до хімічно пекулярних зір й має спектральний клас A3.
В той же час спектральний клас іншої компоненти залишається  ще не визначеним.

## Фізичні характеристики
Зоря HD81009 обертається 
порівняно повільно 
навколо своєї осі. Проєкція її екваторіальної швидкості на промінь зору становить  Vsin(i)= 18км/сек.

## Пекулярний хімічний склад
Зоряна атмосфера HD81009 має підвищений вміст 
Si
.

## Магнітне поле
Спектр даної зорі вказує на наявність магнітного поля у її зоряній атмосфері.
Напруженість повздовжної компоненти поля оціненої з аналізу
становить 1430,5± 235,9 Гаус.